# Adriaen Brouwer (film)
Adriaen Brouwer è una mini serie tv del 1986 diretta da Peter Simons e basata sulla vita del pittore fiammingo Adriaen Brouwer.